# Panaxia miranda
Panaxia miranda là một loài bướm đêm thuộc phân họ Arctiinae, họ Erebidae.